# Zyprischer Fußballpokal 2004/05
Der Zyprische Fußballpokal 2004/05 war die 63. Austragung des zyprischen Pokalwettbewerbs. Er wurde vom zyprischen Fußballverband ausgetragen. Das Finale fand am 22. Mai 2005 im GSP-Stadion von Nikosia statt.
Pokalsieger wurde Omonia Nikosia. Das Team setzte sich im Finale gegen Digenis Akritas Morphou durch. Omonia qualifizierte sich durch den Sieg für den UEFA-Pokal 2005/06.

## Modus
Die Begegnungen der ersten beiden Runden wurden in einem Spiel ausgetragen. Bei unentschiedenem Ausgang wurde das Spiel um zweimal 15 Minuten verlängert und gegebenenfalls durch ein Elfmeterschießen entschieden.
In der 3. Runde wurden alle Begegnungen in Hin- und Rückspiel ausgetragen. Bei Torgleichheit entschied zunächst die Anzahl der auswärts erzielten Tore, danach eine Verlängerung und schließlich das Elfmeterschießen.
In der anschließende Gruppenphase wurden die qualifizierten Mannschaften in vier Vierergruppen gelost. Die Teams spielten zweimal gegeneinander, einmal zuhause und einmal auswärts. Die Gruppensieger und -zweiten jeder Gruppe erreichten die nächste Runde. Das Viertel- und Halbfinale wurde, wie in der 2. Runde, in Hin- und Rückspiel ausgetragen.

## Teilnehmer
| First Division (14) | Second Division (14) | Third Division (14) | Fourth Division (12) |
| --- | --- | --- | --- |
| - AEK Larnaka - AEL Limassol - AE Paphos - Alki Larnaka - Anorthosis Famagusta - APOEL Nikosia - Apollon Limassol - Aris Limassol - Digenis Akritas Morphou - Enosis Neon Paralimni - Ethnikos Achnas - Nea Salamis Famagusta - Olympiakos Nikosia - Omonia Nikosia | - Akritas Chlorakas - Anagennisi Deryneia - AO Agia Napa - APEP Pitsilia - APOP Kinyras Peyias - ASIL Lysi - Chalkanoras Idaliou - Doxa Katokopia - Enosis Neon THOI Lakatamia - Ermis Aradippou - Ethnikos Assia - MEAP Nisou - Omonia Aradippou - Onisilos Sotira | - Achyronas Liopetriou - Adonis Idaliou - AEK Kythreas - AEM Mesogis - AEK/Achilleas Agios Theraponta - AEZ Zakakiou - Elpida Xylofagou - ENAD Polis Chrysochous - Enosis Kokkinotrimithia - Iraklis Gerolakkou - Orfeas Nikosia - Othellos Athienou - PAEEK Kyrenia - SEK Agiou Athanasiou | - Anagennisi Germasogeias - Anagennisi Lythrodonta - AOL Omonia Lakatamia - Apollon Lympion - Atromitos Yeroskipou - Elia Lythrodonta - Ellinismos Akakiou - Ethnikos Latsion - Frenaros FC 2000 - Olympus Xylofagou - Sourouklis Troullon - Spartakos Kitiou |

## 1. Runde
In dieser Runde traten alle 14 Teams der Second Division, alle 14 Teams der Third Division und 12 Teams der Fourth Division an.
|                            | Ergebnis              |                                |
| -------------------------- | --------------------- | ------------------------------ |
| Anagennisi Deryneia        | 1:0                   | Adonis Idaliou                 |
| AO Agia Napa               | 2:0                   | Olympus Xylofagou              |
| Chalkanoras Idaliou        | 3:1                   | Enosis Kokkinotrimithia        |
| Sourouklis Troullon        | 1:2                   | ASIL Lysi                      |
| AEZ Zakakiou               | 1:2                   | Onisilos Sotira                |
| Ermis Aradippou            | 3:2                   | AEM Mesogis                    |
| ENAD Polis Chrysochous     | 3:1                   | Orfeas Nikosia                 |
| Ellinismos Akakiou         | 3:5                   | SEK Agiou Athanasiou           |
| AEK Kythreas               | 1:0                   | Anagennisi Germasogeias        |
| Elia Lythrodonta           | 1:3                   | AOL Omonia Lakatamia           |
| Achyronas Liopetriou       | 02:0 1                | Apollon Lympion                |
| Akritas Chlorakas          | 2:2 n. V. (3:4 i. E.) | MEAP Nisou                     |
| APEP Pitsilia              | 2:1                   | Doxa Katokopia                 |
| Spartakos Kitiou           | 3:0                   | Ethnikos Latsion               |
| Enosis Neon THOI Lakatamia | 10:00                 | AEK/Achilleas Agios Theraponta |
| Frenaros FC 2000           | 2:3                   | Elpida Xylofagou               |
| Othellos Athienou          | 2:2 n. V. (8:9 i. E.) | Ethnikos Assia                 |
| Omonia Aradippou           | 4:0                   | Anagennisi Lythrodonta         |
| Iraklis Gerolakkou         | 2:2 n. V. (3:4 i. E.) | PAEEK Kyrenia                  |
| Atromitos Yeroskipou       | 1:4                   | APOP Kinyras Peyias            |

## 2. Runde
|                      | Ergebnis              |                            |
| -------------------- | --------------------- | -------------------------- |
| Anagennisi Deryneia  | 2:0                   | Ethnikos Assia             |
| Elpida Xylofagou     | 0:1                   | PAEEK Kyrenia              |
| Achyronas Liopetriou | 0:2                   | ENAD Polis Chrysochous     |
| APEP Pitsilia        | 3:1                   | AOL Omonia Lakatamia       |
| ASIL Lysi            | 3:1                   | AEK Kythreas               |
| Spartakos Kitiou     | 1:2                   | Omonia Aradippou           |
| Ermis Aradippou      | 5:3                   | Chalkanoras Idaliou        |
| MEAP Nisou           | 0:2                   | APOP Kinyras Peyias        |
| AO Agia Napa         | 1:0                   | SEK Agiou Athanasiou       |
| Onisilos Sotira      | 0:0 n. V. (4:5 i. E.) | Enosis Neon THOI Lakatamia |

## 3. Runde
In dieser Runde stiegen die Vereine, die in der First Division 2003/04 die Plätze neun, zehn und elf belegten, sowie die drei Aufsteiger aus der Second Division.
|                         | Gesamt    |                            | Hinspiel | Rückspiel |
| ----------------------- | --------- | -------------------------- | -------- | --------- |
| AEK Larnaka             | 4:3       | Nea Salamis Famagusta      | 4:2      | 0:1       |
| Anagennisi Deryneia     | 0:6       | Olympiakos Nikosia         | 0:2      | 0:4       |
| Digenis Akritas Morphou | 10:40     | ASIL Lysi                  | 7:0      | 3:4       |
| AO Agia Napa            | 03:12     | Aris Limassol              | 2:1      | 01:11     |
| APEP Pitsilia           | (a)3:3(a) | Alki Larnaka               | 1:1      | 2:2       |
| APOP Kinyras Peyias     | 3:2       | Enosis Neon THOI Lakatamia | 2:2      | 1:0       |
| Omonia Aradippou        | (a)4:4(a) | ENAD Polis Chrysochous     | 4:2      | 0:2       |
| Ermis Aradippou         | 1:5       | PAEEK Kyrenia              | 1:2      | 0:3       |

## Gruppenphase
An der Gruppenphase nahmen die acht Sieger der 3. Runde und die acht besten Teams der First Division 2003/04. Davon wurden die Teams der Plätze eins bis vier (APOEL Nikosia, Omonia Nikosia, Apollon Limassol, AEL Limassol) jeweils als Gruppenkopf gesetzt. Die Mannschaften der Plätze fünf bis acht (Anorthosis Famagusta, Ethnikos Achnas, AE Paphos, Enosis Neon Paralimni) wurden in die vier Gruppen verteilt. Die Sieger der 3. Runde wurden ohne Einschränkungen zugelost.
Die Mannschaften jeder Gruppe spielten zweimal gegeneinander, einmal zu Hause und einmal auswärts. Die Gruppensieger und -zweiten jeder Gruppe kamen in die nächste Runde.

### Gruppe A
| Pl. | Verein                | Sp. | S | U | N | Tore    | Diff. | Punkte |
| --- | --------------------- | --- | - | - | - | ------- | ----- | ------ |
| 1.  | APOEL Nikosia         | 6   | 4 | 1 | 1 | 018:500 | +13   | 13     |
| 2.  | Enosis Neon Paralimni | 6   | 3 | 2 | 1 | 018:500 | +13   | 11     |
| 3.  | APEP Pitsilia         | 6   | 3 | 1 | 2 | 010:110 | −1    | 10     |
| 4.  | PAEEK Kyrenia         | 6   | 0 | 0 | 6 | 003:280 | −25   | 0      |

|                       | APOEL Nikosia | Enosis Neon Paralimni | APEP Pitsilia | PAEEK Kyrenia |
| --------------------- | ------------- | --------------------- | ------------- | ------------- |
| APOEL Nikosia         |               | 2:1                   | 4:0           | 7:0           |
| Enosis Neon Paralimni | 2:2           |                       | 3:0           | 10:0          |
| APEP Pitsilia         | 2:0           | 1:1                   |               | 3:0           |
| PAEEK Kyrenia         | 0:3           | 0:1                   | 3:4           |               |

### Gruppe B
| Pl. | Verein               | Sp. | S | U | N | Tore    | Diff. | Punkte |
| --- | -------------------- | --- | - | - | - | ------- | ----- | ------ |
| 1.  | Apollon Limassol     | 6   | 4 | 0 | 2 | 018:140 | +4    | 12     |
| 2.  | AEK Larnaka          | 6   | 3 | 1 | 2 | 009:800 | +1    | 10     |
| 3.  | Anorthosis Famagusta | 6   | 3 | 1 | 2 | 013:800 | +5    | 10     |
| 4.  | APOP Kinyras Peyias  | 6   | 0 | 2 | 4 | 006:160 | −10   | 02     |

|                      | Apollon Limassol | AEK Larnaka | Anorthosis Famagusta | APOP Kinyras Peyias |
| -------------------- | ---------------- | ----------- | -------------------- | ------------------- |
| Apollon Limassol     |                  | 4:1         | 3:2                  | 5:2                 |
| AEK Larnaka          | 4:1              |             | 1:0                  | 2:1                 |
| Anorthosis Famagusta | 4:1              | 2:1         |                      | 4:1                 |
| APOP Kinyras Peyias  | 1:4              | 0:0         | 1:1                  |                     |

### Gruppe C
| Pl. | Verein                  | Sp. | S | U | N | Tore    | Diff. | Punkte |
| --- | ----------------------- | --- | - | - | - | ------- | ----- | ------ |
| 1.  | Omonia Nikosia          | 6   | 5 | 1 | 0 | 016:400 | +12   | 16     |
| 2.  | Digenis Akritas Morphou | 6   | 3 | 1 | 2 | 006:500 | +1    | 10     |
| 3.  | Olympiakos Nikosia      | 6   | 1 | 2 | 3 | 007:900 | −2    | 05     |
| 4.  | Ethnikos Achnas         | 6   | 0 | 2 | 4 | 004:150 | −11   | 02     |

|                         | Omonia Nikosia | Digenis Akritas Morphou | Olympiakos Nikosia | Ethnikos Achnas |
| ----------------------- | -------------- | ----------------------- | ------------------ | --------------- |
| Omonia Nikosia          |                | 2:1                     | 4:1                | 5:0             |
| Digenis Akritas Morphou | 0:2            |                         | 1:0                | 2:0             |
| Olympiakos Nikosia      | 0:0            | 1:2                     |                    | 4:1             |
| Ethnikos Achnas         | 2:3            | 0:0                     | 1:1                |                 |

### Gruppe D
| Pl. | Verein                 | Sp. | S | U | N | Tore    | Diff. | Punkte |
| --- | ---------------------- | --- | - | - | - | ------- | ----- | ------ |
| 1.  | AEL Limassol           | 6   | 5 | 1 | 0 | 018:400 | +14   | 16     |
| 2.  | Aris Limassol          | 6   | 3 | 1 | 2 | 014:500 | +9    | 10     |
| 3.  | AE Paphos              | 6   | 3 | 0 | 3 | 014:900 | +5    | 09     |
| 4.  | ENAD Polis Chrysochous | 6   | 0 | 0 | 6 | 005:330 | −28   | 0      |

|                        | AEL Limassol | Aris Limassol | AE Paphos | ENAD Polis Chrysochous |
| ---------------------- | ------------ | ------------- | --------- | ---------------------- |
| AEL Limassol           |              | 0:0           | 3:0       | 5:1                    |
| Aris Limassol          | 1:2          |               | 2:0       | 9:2                    |
| AE Paphos              | 1:3          | 1:0           |           | 5:1                    |
| ENAD Polis Chrysochous | 1:5          | 0:2           | 0:7       |                        |

## Viertelfinale
Am Viertelfinale nahmen alle Mannschaften teil, die sich aus der Gruppenphase qualifiziert hatten. Die Gruppensieger wurden gegen die Zweitplatzierten gelost, wobei die Gruppensieger das Rückspiel ausrichteten. Teams aus der gleichen Gruppe wurden nicht gegeneinander gelost.
|                         | Gesamt |                  | Hinspiel | Rückspiel |
| ----------------------- | ------ | ---------------- | -------- | --------- |
| Aris Limassol           | 2:5    | APOEL Nikosia    | 2:2      | 0:3       |
| Enosis Neon Paralimni   | 2:4    | Apollon Limassol | 2:1      | 0:3       |
| AEK Larnaka             | 1:3    | Omonia Nikosia   | 1:2      | 0:1       |
| Digenis Akritas Morphou | 4:2    | AEL Limassol     | 4:1      | 0:1       |

## Halbfinale
|                  | Gesamt |                         | Hinspiel | Rückspiel |
| ---------------- | ------ | ----------------------- | -------- | --------- |
| Apollon Limassol | 2:5    | Omonia Nikosia          | 2:2      | 0:3       |
| APOEL Nikosia    | 1:3    | Digenis Akritas Morphou | 0:0      | 1:3       |

## Finale
| Paarung                 | Omonia Nikosia – Digenis Akritas Morphou |
| Ergebnis                | 2:0 (1:0) |
| Datum                   | 22. Mai 2005 |
| Stadion                 | GSP-Stadion, Nikosia |
| Zuschauer               | 21.527 |
| Schiedsrichter          | Giorgios Papoutsos |
| Tore                    | 1:0 Musawengosi Mguni (45.) 2:0 Makis Papaioannou (74.) |
| Omonia Nikosia          | Demetris Leoni – Stelios Kittos, Nicolas Georgiou, Petros Konnafis, Makis Papaioannou – Gábor Korolovszky, Elias Charalambous, Kostas Kaiafas, Vlatko Grozdanoski (63. Ioakim Ioakim), Efstathios Aloneftis (87. Vesko Mihajlović), Musawengosi Mguni (85. Jozef Kožlej) Cheftrainer: Henk Houwaart ( Niederlande) |
| Digenis Akritas Morphou | Savvas Constantinou – Stelios Achilleos, Adrian Falub, Lambros Lambrou, Demetris Maris – Georghios Nasiopoulos (77. Slobodan Mazić), Christos Kountouris (75. Kakos Papakyriakou), Sinisa Dobrasinović, Kyriacos Chailis – Stephanos Georghiou, Costas Tsironis (58. Zoran Novaković)                              |